# Racomitrium rupestre
Racomitrium rupestre är en bladmossart som beskrevs av William M. Wilson och J. D. Hooker 1854. Racomitrium rupestre ingår i släktet raggmossor, och familjen Grimmiaceae. Inga underarter finns listade i Catalogue of Life.